# Eureka (Utah)
Eureka – miasto w Stanach Zjednoczonych, w stanie Utah, w hrabstwie Juab.